# La conferencia de Wannsee (película)
La conferencia de Wannsee (en alemán: Die Wannseekonferenz ) es una película de televisión austro - alemana de Heinz Schirk, estrenada en 1984. Retrata la conferencia de Wannsee en forma de docu-ficción, cuyo personaje principal es Reinhard Heydrich.
El telefilme describe en tiempo real (más de 90 minutos) la reunión en Wannsee de los ejecutivos y funcionarios del régimen nazi, encargados de planificar, bajo la dirección de Reinhard Heydrich, la solución final que debería conducir al exterminio de los judíos de Europa. Los diálogos y el desarrollo de los debates se basan en los detallados informes de la conferencia, transcritos por Adolf Eichmann y en su testimonio durante su juicio en Israel.

## Reparto
- Dietrich Mattausch como SS-Obergruppenführer Reinhard Heydrich.
- Gerd Böckmann como SS-Obersturmbannführer Adolf Eichmann, Jefe del RSHA IV B4.
- Peter Fitz como Dr Wilhelm Stuckart: Secretario de Estado, Ministro de Interior del Reich.
- Günter Spörrle como SS-Oberführer Dr Gerhard Klopfer: Secretario de Estado.
- Hans-Werner Bussinger como Martin Luther: Subsecretario y enlace de las SS.
- Franz Rudnick como Ministerialdirektor Dr Friedrich Wilhelm Kritzinger.
- Jochen Busse como Dr Georg Leibbrandt: Jefe del Departamento Político.
- Harald Dietl como Gauleiter Dr Alfred Meyer.
- Robert Atzorn como SS-Gruppenführer Otto Hofmann.
- Dieter Groest como SS-Sturmbannführer Erich Neumann.
- Friedrich Georg Beckhaus como SS-Gruppenführer Heinrich Müller.
- Reinhard Glemnitz como Dr Josef Bühler.
- Martin Lüttge como SS-Sturmbannführer Dr Rudolf Lange.
- Rainer Steffen como Dr Roland Freisler.
- Gerd Rigauer como SS-Oberführer Dr Karl Eberhard Schöngarth.
- Anita Mally como la secretaria.

## Distinciones
Esta película para televisión ganó el premio Adolf-Grimme.